# جريدة منزل السيدات
جريدة منزل السيدات هي مجلة أمريكية نُشرت بواسطة المؤسسة الأعلامية مراديس كوربوراشن. ظهرت لأول مرة في 16فبراير عام1883م، وأصبحت في القرن 20 واحدة من المجلات الأساسية الخاصة بالمرأة في الولايات المتحدة. وفي عام 1904م كانت المجلة الأمريكية الأولى مبيناً بمعدل نحو مليون نسخة. وأعلنت مراديس في 24أبريل 2014م إنها كنت ستنقطع عن نشر الجريدة بشكل شهري في شهر يوليو من تلك العام، معلنتاً أن جريدة منزل السيدات أصبح لها أهمية خاصة. وأصبحت حالياً متاحة في أكشاك البيع اليومية كل ثلاث شهور، ويزال موقعها الإلكتروني فعال.
كانت جريدة منزل السيدات واحدة من الأخوات السبعة (مجموعة من المجلات الخاصة بالمرأة). ظهرت جريدة منزل السيدات كملحق شعبي تحت عنوان نساء في المنزل بقلم لويسا كناب كورتيس في مجلة المدافع عن الشعب والمزارع. وبعد عام من ظهورها أصبحت جريدة مستقلة بقلم المحررة كنتي في ست سنوات الأولى. وكان عنوانها جريدة منزل السيدات ومديرة المنزل العملية حتى عام 1886م. وسريعاً ما صارت المجلة الأمريكية الأساسية والفريدة من نوعها، وحققت نحو أكثر من مليون نسخة في عشر سنوات. عام1889م تولى إدوارد بوك منصب مدير المجلة، واستطاع أن يجذب العديد من الكُتاب الأوروبيين والأمريكيين الذين كتبوا مقالات ذات جودة من أجل المجلة. في بدايات القرن 20نُشرت المجلة أعمال موكر الحرس (الأسماء الذي أُطلق على مجموعة شبه منظمة من الصحفيين والكُتاب الأمريكيين في بدايات القرن 20الذين تخصصوا في وشاية الفساد السياسي)، والإصلاحيين الاجتماعيين مثل الرائدة والناشطة الأمريكية جين آدمز. عام1901م تم نشر مقالتين الذين أبرزوا تصاميم معمارية للمعماري فرانك لويد رايت خلال الحرب العالمية الثانية كانت الجريدة موقعاً مميزاً تم اختياره من قبل الحكومة لإرسال رسالات إلى ربات المنزل. وفي مارس عام1970م قامت مجموعة من النسويات بالاعتصام لمدة 11ساعة في مكتب الجريدة، والذي من خلاله استطاعوا أن يحصلوا على فرصة لنشر جء من هذا الاعتصام في أغسطس. عُرِفت الجريدة ومجموعة من منافسيها الأكثر أهمية وهما (أفضل المنازل والحدائق، ودائرة الأسرة، والتدبير المنزلي الجيد، وماكول، وريدبوك، ويوم المرأة بأسم «الأخوات السبعة»).

## المميزات
ظلت المحررة كناب المحررة الخاصة بالجريدة إلى حين ما حل منصبها إدوارد ويليام بوك عام 1889م. وعلى الرغم من ذلك ظلت في الجانب الإداري للجريدة، وأيضاً كانت تقوم بكتابة أعمدة لكل عدد من المجلة. عام 1892م أصبحت جريدة منزل السيدات أول جريدة ترفض الأعلانات الطبية.
كانت أستاذة المطبخ الأكثر شهرة آنذاك هي سارة نيسون رورار هي أول محررة الوصفات الطعام في المجلة من عام 1897م حتى عام 1911م. عام1946م اعتمدت المجلة على شعار «لا نقلل من قوة المرأة أبداً» والذي استمر حتى الآن. يسمى العمود المميز المجلة بأسماء «هل هذا الزواج سيكون المنقذ» والذي فيه يعرض كل شخص رأيه في مشكلات الزواج، ثم يقوم المستشار الزوجي الخاص بعرض الحلول، ونشر الحل المناسب. نُشِر العمود لأول مرة عام 1953م بواسطة دورويثي دي ماكايا تحت أسم دورويثي كاميرون ديزني. شارك ماكايا هذا العمود مع باول بويينوي أحد المستشارين الزوجيين في الولايات المتحدة، ومؤسس معهد العلاقات الأسرية الأمريكية بلوس أنجلوس كاليفورنيا. توفى ماكايا عام1992م عن عمر يناهز 88عام. ومن بين الكُتاب والكتابات لهذا العمود يوجد الكاتبة لويس دنكان، ومارغيري روسية.

## أغلفة المجلة

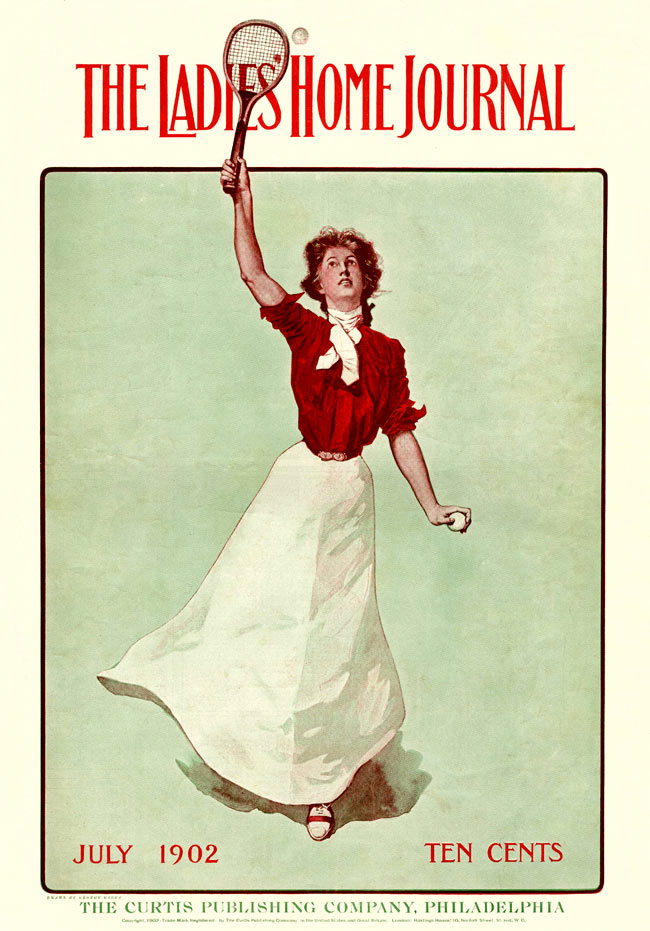
يوليو1902م

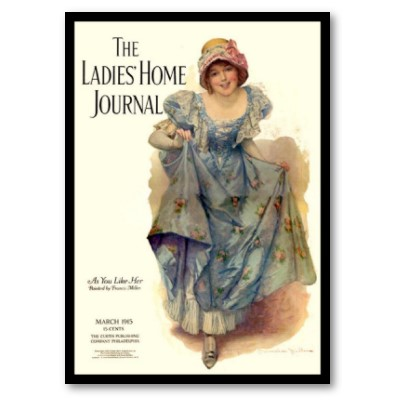
مارس1915م

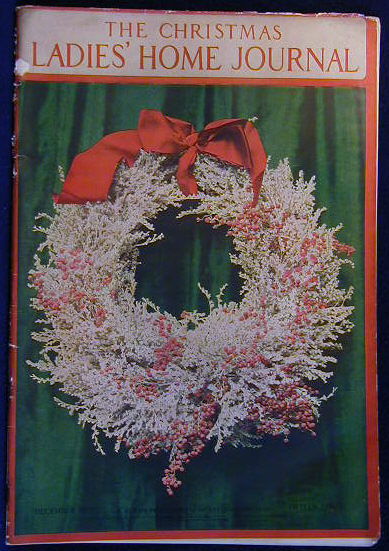
1906م

## روابط خارجية
- جريدة منزل السيدات على موقع الموسوعة البريطانية (الإنجليزية)